# Bad Attitude (album Deep Purple)
Bad Attitude – kompilacja zespołu Deep Purple wykorzystująca materiał muzyczny linii Mk2b z albumu The House of Blue Light. Nie jest to właściwy album wideo, ale tak zwany Video CD z 4 ścieżkami audio i jedną wideo.

## Lista utworów
| 1. | „Bad attitude”         | 4:40  |
|    |                        |       |
| 2. | „Black and white”      | 3:38  |
|    |                        |       |
| 3. | „The unwritten law”    | 4:33  |
|    |                        |       |
| 4. | „Strangeways”          | 5:56  |
|    |                        |       |
| 5. | „Bad attitude” (video) | 4:28  |
|    |                        |       |
|    |                        | 23:15 |
|    |                        |       |

## Wykonawcy
- Ritchie Blackmore – gitara
- Ian Gillan – śpiew, kongi, harmonijka
- Roger Glover – gitara basowa, syntezator
- Jon Lord – instrumenty klawiszowe
- Ian Paice – perkusja